# Coppa del Re 2016-2017 (pallavolo)
La Coppa del Re 2016-2017 si è svolta dal 24 al 26 febbraio 2017: al torneo hanno partecipato sei squadre di club spagnole e la vittoria finale è andata per la prima volta al Palma.

## Regolamento
Le squadre hanno disputato quarti di finale (non hanno partecipato la prima e la seconda classificata al termine del girone di andata della regular season di Superliga 2016-17, già qualificate alle semifinali), semifinali e finale.

## Squadre partecipanti
| Squadra         | Qualificazione                             | Ultima partecipazione |
| --------------- | ------------------------------------------ | --------------------- |
| Almería         | 1ª al girone di andata Superliga 2016-2017 | Coppa del Re 2015-16  |
| Palma           | 3ª al girone di andata Superliga 2016-2017 | Debutto               |
| Eivissa         | 2ª al girone di andata Superliga 2016-2017 | Coppa del Re 2015-16  |
| Esquimo         | 5ª al girone di andata Superliga 2016-2017 | Coppa del Re 2013-14  |
| Río Duero Soria | 6ª al girone di andata Superliga 2016-2017 | Coppa del Re 2015-16  |
| Teruel          | 4ª al girone di andata Superliga 2016-2017 | Coppa del Re 2015-16  |

## Torneo

### Tabellone
|  | Quarti | Quarti          | Quarti |  |   | Semifinali | Semifinali | Semifinali |  |   | Finale | Finale | Finale |
|  |        |                 |        |  |   |            |            |            |  |   |        |        |        |
|  |        |                 |        |  |   | 1          | Almería    | 0          |  |   |        |        |        |
|  |        |                 |        |  |   | 1          | Almería    | 0          |  |   |        |        |        |
|  |        |                 |        |  |   | 3          | Palma      | 3          |  |   |        |        |        |
|  | 3      | Palma           | 3      |  |   | 3          | Palma      | 3          |  |   |        |        |        |
|  | 3      | Palma           | 3      |  |   |            |            |            |  |   |        |        |        |
|  | 6      | Río Duero Soria | 0      |  |   |            |            |            |  |   |        |        |        |
|  | 6      | Río Duero Soria | 0      |  |   |            |            |            |  | 3 | Palma  | 3      |        |
|  |        |                 |        |  |   |            |            |            |  | 3 | Palma  | 3      |        |
|  |        |                 |        |  |   |            |            |            |  |   | 4      | Teruel | 2      |
|  | 4      | Teruel          | 3      |  |   |            |            |            |  |   | 4      | Teruel | 2      |
|  | 4      | Teruel          | 3      |  |   |            |            |            |  |   |        |        |        |
|  | 5      | Esquimo         | 0      |  |   |            |            |            |  |   |        |        |        |
|  | 5      | Esquimo         | 0      |  | 2 | Eivissa    | 0          |            |  |   |        |        |        |
|  |        |                 |        |  | 2 | Eivissa    | 0          |            |  |   |        |        |        |
|  |        |                 |        |  |   | 4          | Teruel     | 3          |  |   |        |        |        |
|  |        |                 |        |  |   | 4          | Teruel     | 3          |  |   |        |        |        |

### Risultati

#### Quarti di finale
| 24 febbraio 2017 Pabellón Europa, Leganés Durata: 1h:22 - Spettatori: ? | Teruel | 3 - 0 | Esquimo         | 25-21, 25-15, 27-25 |
| 24 febbraio 2017 Pabellón Europa, Leganés Durata: 1h:17 - Spettatori: ? | Palma  | 3 - 0 | Río Duero Soria | 25-19, 28-26, 25-16 |

#### Semifinali
| 25 febbraio 2017 Pabellón Europa, Leganés Durata: 1h:30 - Spettatori: 2 098 | Almería | 0 - 3 | Palma  | 28-30, 26-28, 18-25 |
| 25 febbraio 2017 Pabellón Europa, Leganés Durata: 1h:17 - Spettatori: 2 843 | Eivissa | 0 - 3 | Teruel | 23-25, 21-25, 17-25 |

#### Finale
| 26 febbraio 2017 Pabellón Europa, Leganés Durata: 2h:10 - Spettatori: 3 476 | Palma | 3 - 2 | Teruel | 19-25, 25-22, 25-19, 19-25, 22-20 |